# Wilhelm Hartmann (Textilunternehmer)

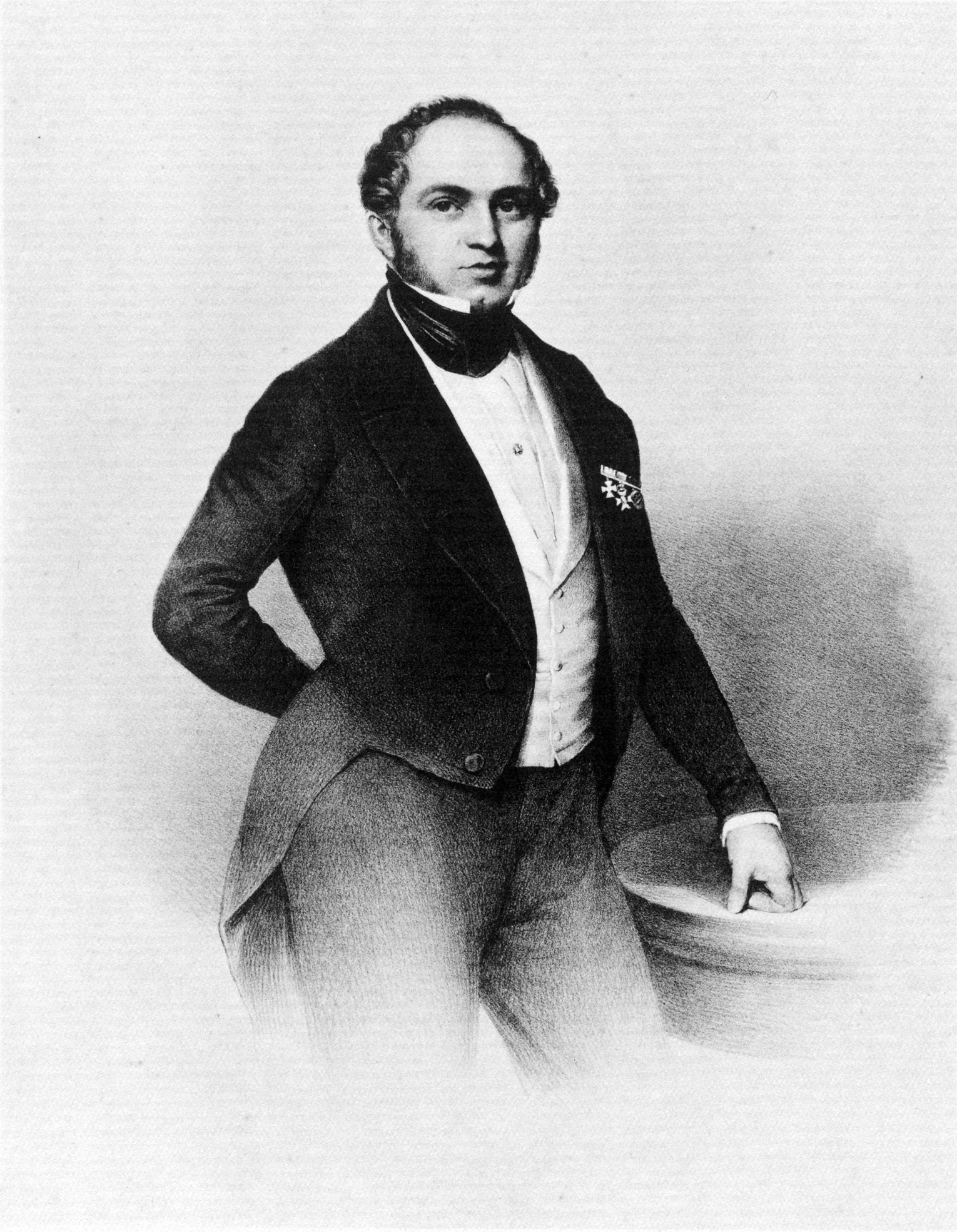
Wilhelm Hartmann

Friedrich Wilhelm Edmund Hartmann (* 11. Januar 1808 in Hannover; † 29. September 1872 in Dresden) war ein deutscher Textilunternehmer und Mitgründer der Kammgarnspinnerei zu Leipzig.

## Leben
Wilhelm Hartmann war das älteste von vier Kindern von Johann Carl August Hartmann, des Bruders von Ferdinand Hartmann, und seiner Ehefrau Marie Rosine Louise geb. Hoffmann.
Seine Lehrzeit absolvierte er von 1822 bis 1827 in der Wollhandlung seines Onkels Ferdinand Hartmann in Leipzig, mit dem er bis zu dessen Tod zusammenarbeitete. Am 1. Mai 1829 trat er als Mitinhaber in die Wollhandlung seines Onkels ein. 1830 gründeten Ferdinand und Wilhelm Hartmann auf dem Gelände der bisherigen Wollhandlung die Kammgarnspinnerei zu Pfaffendorf (später Kammgarnspinnerei zu Leipzig). 1836 wurde das Unternehmen in die erste Aktiengesellschaft der Stadt Leipzig umgewandelt, deren „Vollziehender Direktor“ Hartmanns Onkel wurde. Wilhelm Hartmann war sein Stellvertreter. Mit dem Tode des Onkels am 23. Oktober 1842 stieg Wilhelm Hartmann zum Vollziehenden Direktor der Aktiengesellschaft auf.
Mit 26 Jahren heiratete Hartmann Liddy Winkler, die Tochter eines Fabrikbesitzers aus Rochlitz in Sachsen.
Hartmann unterhielt freundschaftliche Beziehungen zu König Georg V. von Hannover, der am 28. Juni 1866 abdanken musste. Die Anteilnahme am Schicksal des Königs wirkte sich so dramatisch auf Hartmanns Gesundheitszustand aus, dass er kurz darauf als Vollziehender Direktor der Kammgarnspinnerei ausscheiden musste. Er zog sich nach Dresden zurück, wo er im Alter von 64 Jahren starb.

## Ehrungen
- 4. November 1840: Herzoglich Anhaltischer Gesamt-Hausorden Albrechts des Bären mit Ritterkreuz
- 18. Januar 1850: Preußischer Roter Adlerorden IV. Klasse
- 6. Januar 1852: Ritterkreuz des Herzoglichen Sachsen-Ernestinischen Hausordens
- 23. Februar 1852: Guelphen-Orden IV. Klasse von Hannover
- 30. August 1852: Ritterkreuz des Albrechts-Ordens von Sachsen
- 27. Mai 1856: Ritterkreuz I. Klasse des Königlichen Ernst-August-Ordens von Hannover